# Astro Bella
Astro Bella es alta definición un canal de televisión de Malasia operado por Astro Television Network System Sdn Bhd. El canal contiene telenovelas de las Filipinas, México, Italia, Colombia y otros países. Todas las telenovelas se transmiten en su audio original con subtítulos en malayo.